# 趙柱幫
趙柱幫（英語：Sunny Chiu Chu-pong，1992年9月2日—），綽號「幫主」，前香港沙田區議會博康選區議員，前新民主同盟成員。

## 政治生涯
趙柱幫籍貫廣東省東莞市，現為港專社工系學生。由2014年起，擔任沙田區議員丘文俊助理，一直在沙田圍協助丘文俊處理地區工作，其間趙柱幫在丘文俊的推薦下加入新民主同盟，並擔當博康的社區主任和尊稱丘文俊為「師傅」。
在2015年，趙柱幫以新民主同盟身份首次參選區議會選舉，並於沙田區議會博康選區出選，結果以2,859票，擊敗取得2666票新民黨兼公民力量的陳國添。陳國添當時連任5屆，是博康選區20年的區議員，曾是沙田區「票王」，曾受勳銅紫荊星章。
結果，趙柱幫成功當選為新任沙田區議會博康區議員。辦事處亦於2016年5月22日開幕。地址為博逸樓地下。 
2016年9月，趙柱幫因在未有知會新民主同盟執委會下，協助鄭家富助選，被新民主同盟革除會籍。
在2019年，趙柱幫以沙田區政身份於區議會選舉中競逐連任，結果以6,421票大幅拋離得票只有2,302票報稱獨立的郭宣彤，順利連任。
2021年7月9日，趙柱幫於其議員Facebook專頁宣布正式辭任沙田區議員一職。